# Шебастовка
Шебастовка (словац. Šebastovka) — річка; ліва притока Секчова, протікає в окрузі Пряшів.
Довжина приблизно 13.5-13.6 км. Витік знаходиться в масиві Солоні гори (геоморфологічна підодиниця Шімонка — схил гори Три хотаре) на висоті приблизно 980 метрів. Впадає річка Шебастовик.
Протікає територією сіл Подградік; Вишня Шебастова і міста Пряшів — міські частини Кути; Нижня Шебастова і Шарішські Луки. Впадає у Секчов на висоті приблизно 245—250 метрів.